# Jon Finch
Jon Finch (* 2. März 1942 in Caterham, Surrey; † Dezember 2012 in Hastings) war ein britischer Schauspieler.

## Leben
Seine größten Filmerfolge hatte er mit seinen Darstellungen in Roman Polańskis Film Macbeth (1971) in der Titelrolle und in Alfred Hitchcocks Film Frenzy (1972), in dem er einen Mann spielte, der fälschlich des Mordes angeklagt wird. Weitere Auftritte hatte Finch in Filmen wie Tod auf dem Nil sowie in zahlreichen BBC-Fernsehproduktionen. In den 1980er Jahren spielte er Hauptrollen in den deutschen Filmen Doktor Faustus, Die Stimme und Plaza Real. Zuletzt sah man ihn 2005 in der Rolle des Patriarchen von Jerusalem, Heraclius von Caesarea, in Ridley Scotts Königreich der Himmel.
1972 wurde Finch für die Rolle des James Bond in Leben und sterben lassen vorgeschlagen, aber er lehnte das Angebot ab. Ursprünglich übernahm er auch die Rolle des „Kane“ in Ridley Scotts Alien – Das unheimliche Wesen aus einer fremden Welt (1979); er musste jedoch nach zwei Tagen Dreh wegen einer lebensgefährlichen Bronchitis aus der Produktion ausscheiden und wurde durch John Hurt ersetzt.
Am 28. Dezember 2012 wurde Finch leblos in seiner Wohnung aufgefunden, nachdem sich Freunde und Angehörige um seine Gesundheit gesorgt hatten.

## Filmografie (Auswahl)
- 1970: Frankensteins Schrecken (The Horror of Frankenstein)
- 1970: Gruft der Vampire (The Vampire Lovers)
- 1971: Macbeth (The Tragedy of Macbeth)
- 1971: Sunday, Bloody Sunday
- 1972: Frenzy
- 1972: Die große Liebe der Lady Caroline (Lady Caroline Lamb)
- 1973: Verrückt und gefährlich (The Final Programme)
- 1975: Der See der verstümmelten Leichen (Diagnosis: Murder)
- 1976: Der Mann vom grünen Kreuz (El segundo poder)
- 1976: Une femme fidèle
- 1977: Die Standarte
- 1978: Tod auf dem Nil (Death on the Nile)
- 1979: La Sabina
- 1980: Breaking Glass
- 1980: Gefrier-Schocker (Hammer House of Horror, Fernsehserie, Episode)
- 1981: Peter and Paul (Fernsehfilm)
- 1982: Giro City
- 1982: Doktor Faustus
- 1983: Power Game
- 1984: Much Ado About Nothing (Fernsehfilm)
- 1984: Pop Pirates
- 1987: Riviera
- 1988: Die Stimme (The Voice)
- 1988: Plaza Real
- 1988: The Rainbow (Fernsehserie, zwei Episoden)
- 1988: Unexplained Laughter
- 1989: La Più bella del reame
- 1991: Merlin of the Crystal Cave
- 1992: Scharfe Waffen – Heiße Kurven (Dangerous Curves, Fernsehserie, Episode 2x06)
- 1994: Shocking Fear (Lurking Fear)
- 1996: Darklands
- 1997: Bloodlines: Legacy of a Lord
- 2002: Anazapta – Der schwarze Tod (Anazapta)
- 2003: New Tricks – Die Krimispezialisten (New Tricks, Fernsehserie, Episode 1x01)
- 2005: Königreich der Himmel (Kingdom of Heaven)